# Área natural protegida Río Azul-Lago Escondido
El área natural protegida Río Azul–Lago Escondido, a veces mencionada mediante la sigla ANPRALE, está ubicada en cercanías de la localidad de El Bolsón, departamento Bariloche, en la patagonia argentina. Desde el punto de vista fitogeográfico, corresponde a la ecorregión del bosque andino patagónico. Se extiende desde el valle del río Manso (al norte) hasta el límite con la provincia de Chubut (al sur), y desde el río Azul (al este) hasta la frontera con Chile (al oeste). Forma parte de la Reserva de biosfera andino norpatagónica.

## Características generales
La reserva se encuentra en cercanías de la localidad de El Bolsón, al suroeste de la provincia de Río Negro, aproximadamente en la posición 41°45′S 71°31′O / -41.750, -71.517.
El área protegida fue creada en el año 1994, mediante la ley provincial N.º 2833 con el objeto de proteger una superficie de 60 000 ha. de ecosistema de bosques naturales destinándola a actividades de esparcimiento, recreación e investigación, favoreciendo paralelamente el ordenamiento territorial y el reconocimiento de los derechos de los antiguos pobladores. La administración y gestión de la reserva está a cargo del Servicio Forestal Andino.

La región es intensamente visitada a causa de la belleza del entorno y las facilidades de infraestructura turística y de comunicación.
En el año 2003 se creó el parque provincial Parque Azul, incluido en su totalidad dentro de área Río Azul–Lago Escondido.
Desde el año 2007, el área Río Azul–Lago Escondido pertenece a la reserva de biosfera Andino Norpatagónica.

## Flora
La reserva presenta una rica cobertura vegetal donde se destacan los coihues (Nothofagus dombeyi), lengas (Nothofagus pumilio), ñires (Nothofagus antarctica), cipreses de la cordillera (Austrocedrus chilensis), alerces (Fitzroya cupressoides), tineos (Weinmannia trichosperma), canelos (Drimys winteri), notros (Embothrium coccineum) a los que se suman ejemplares de huan-haun (Laurelia philippiana) y caña colihue (Chusquea culeou), entre otros.

## Fauna
La región es el hábitat de varias especies en distinto nivel de riesgo, entre ellas el huemul (Hippocamelus bisulcus), el monito de monte o kongoy (Dromiciops gliroides), el pudú (Pudu puda), el gato huiña (Oncifelis guigna), una subespecie del gato yaguarundí (Herpailurus yaguarondi), el zorro gris chico (Lycalopex gymnocercus) y el huillín (Lontra provocax), entre otros.
Las aves están ampliamente representadas. Entre las diversas especies se han registrado en las cercanías del río Azul ejemplares de bandurria austral (Theristicus melanopis), garza bruja (Nycticorax nycticorax), jote cabeza negra (Coragyps atratus), pato de los torrentes (Merganetta armata), chimango (Milvago chimango), carancho (Caracara plancus), codorniz californiana (Callipepla californica), tero común (Vanellus chilensis), martín pescador grande (Megaceryle torquata) y carpintero gigante (Campephilus magellanicus).
	
El bosque andino y su sotobosque albergan varias especies de pájaros cantores, entre ellas el cachudito pico negro (Anairetes parulus) el chucao (Scelorchilus rubecula), el picolezna patagónico (Pygarrhichas albogularis) y el tordo patagónico (Curaeus curaeus).

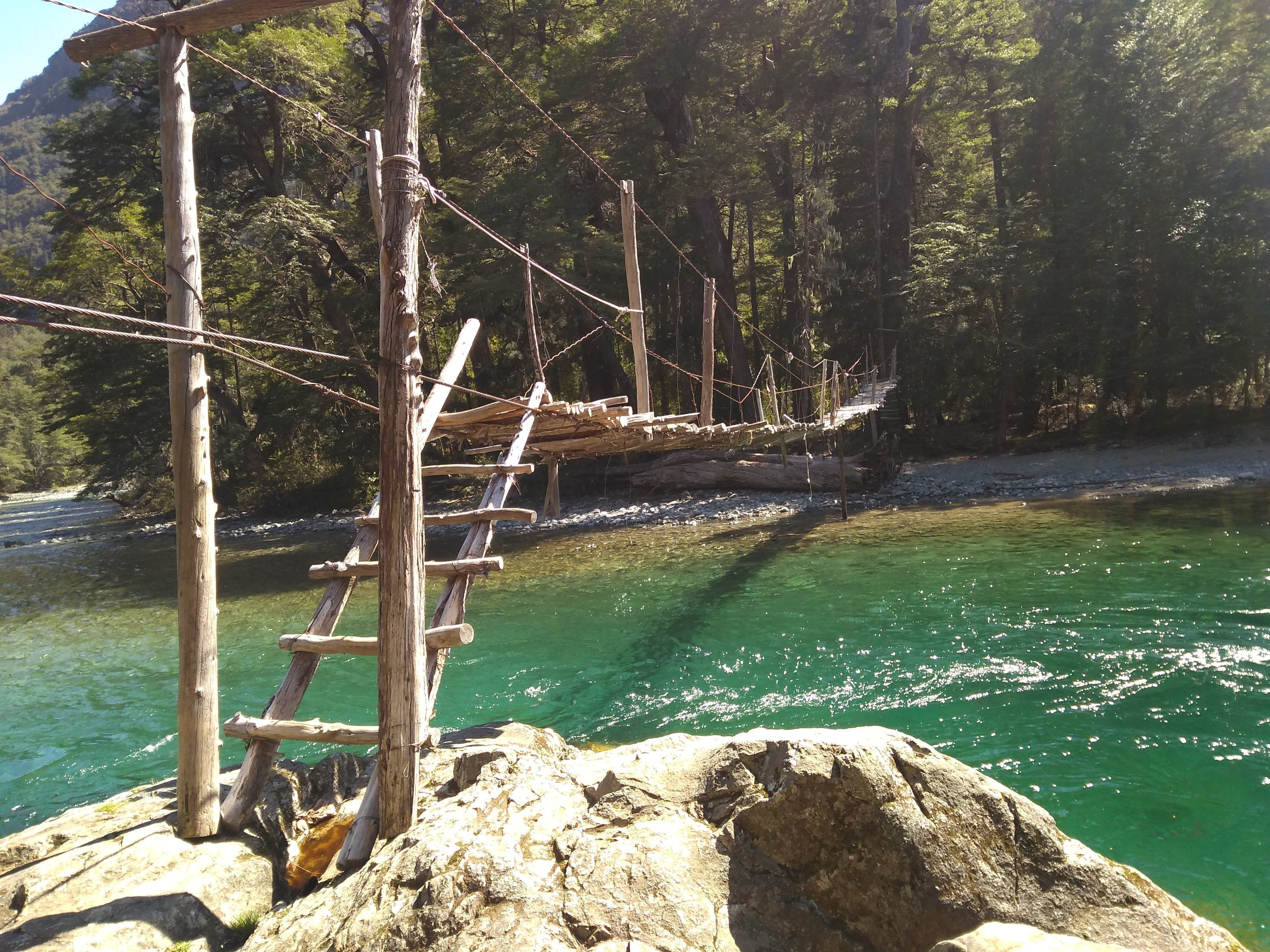
Camino al refugio del Cajón del azul y al Refugio La Tronconada al cruzar el puente.

## Recursos turísticos

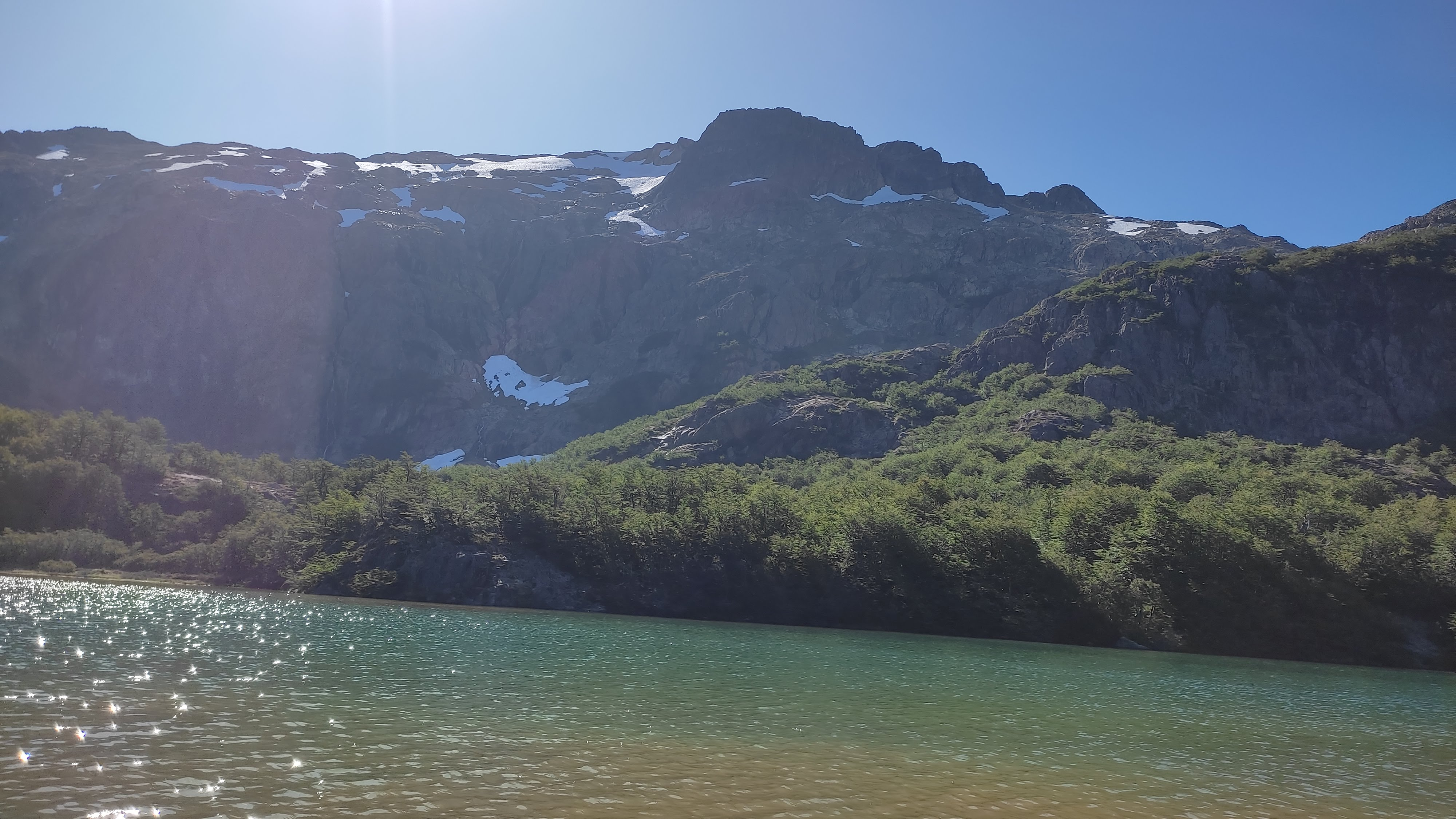
Lago Natación, Refugio Natación - El Bolsón, Rio Negro

El área de la reserva incluye lagos, cursos de agua, cascadas, remanentes glaciarios, entre otros atractivos que son ofrecidos al visitante, promoviendo las actividades recreativas, deportivas y de observación de flora y fauna. Existen una serie de senderos para caminatas y cabalgatas, que en muchos casos culminan en refugios de montaña habilitados para brindar servicios básicos de hospedaje, entre ellos los refugios «Hielo Azul», «El Retamal», «Cajón del Azul», «Los Laguitos» y «lago Natación», entre otros. Los recursos paisajísticos están reforzado por la existencia de varios miradores y puntos panorámicos.

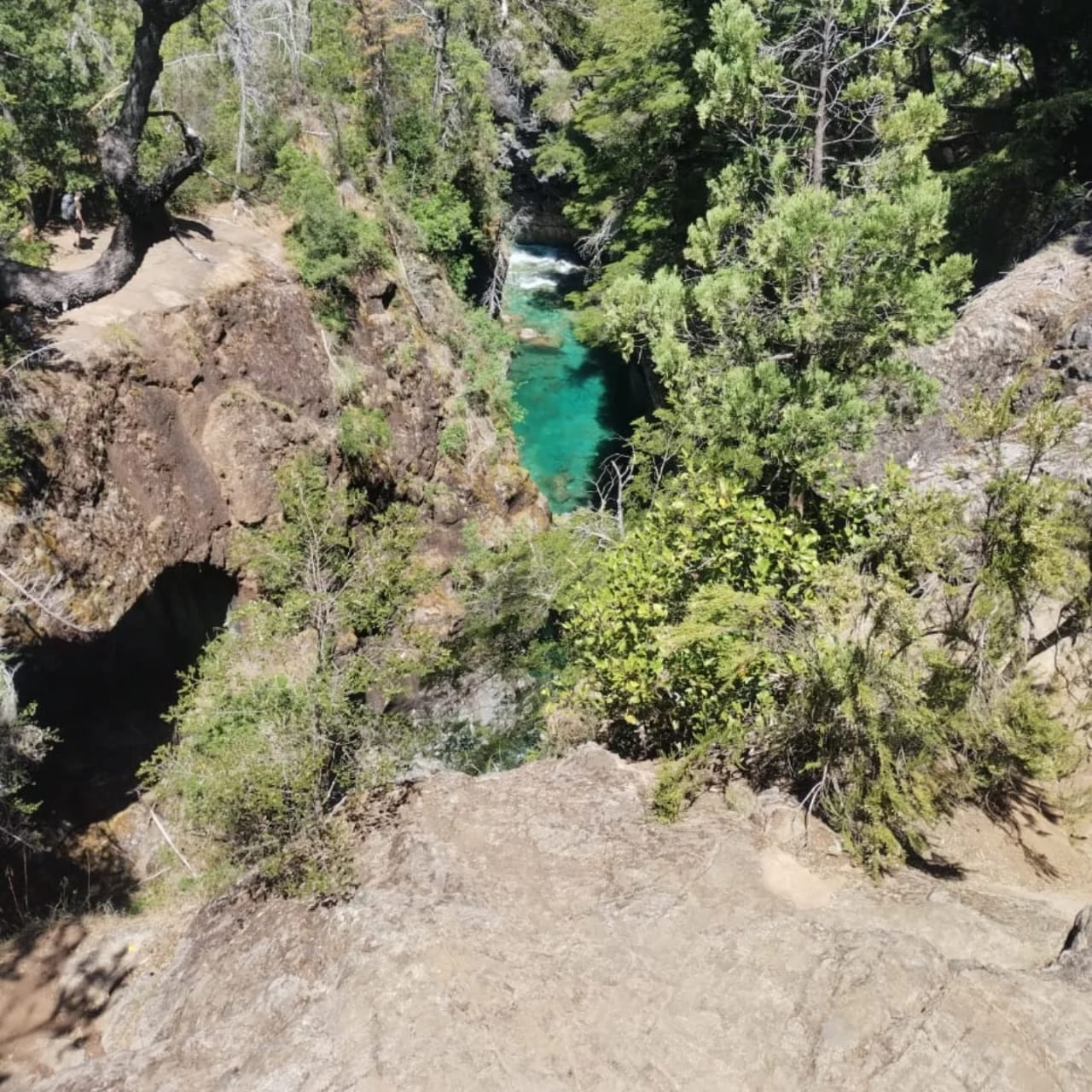
Cajón del Azul